# Laurens Vermijl
Laurens Vermijl (3 februari 1997) is een Belgische voetballer die als middenvelder uitkomt voor Lommel United. Zijn broer Marnick is ook profvoetballer.

## Clubstatistieken
| Seizoen         | Club            | Competitie             | Competitie | Competitie | Play-offs | Play-offs | Beker | Beker | Totaal | Totaal |
| Seizoen         | Club            | Competitie             | Wed.       | Dlp.       | Wed.      | Dlp.      | Wed.  | Dlp.  | Wed.   | Dlp.   |
| --------------- | --------------- | ---------------------- | ---------- | ---------- | --------- | --------- | ----- | ----- | ------ | ------ |
| 2016-2017       | KRC Genk        | Jupiler Pro League     | 0          | 0          | 1         | 0         | 0     | 0     | 1      | 0      |
| 2017-2018       | Lommel United   | Eerste klasse amateurs | 18         | 2          | 5         | 1         | 2     | 1     | 25     | 4      |
| 2018-2019       | Lommel United   | Eerste klasse B        | 26         | 4          | 0         | 0         | 1     | 0     | 27     | 4      |
| Carrière totaal | Carrière totaal | Carrière totaal        | 44         | 6          | 6         | 1         | 3     | 1     | 53     | 8      |